# Wyślizg brodaty
Wyślizg brodaty (Ophidion barbatum) – gatunek ryby z rzędu wyślizgokształtnych z rodziny wyślizgowatych (Ophidiidae).

## Zasięg występowania
Północno-zachodni Atlantyk, od Zatoki Biskajskiej do wybrzeży zachodnioafrykańskich (Senegal).
Żyje nad piaszczystym i mulistym dnie od wód płytkich do głębokości 150 m, dorosłe osobniki żyją na większych głębokościach, natomiast młode na łąkach trawy morskiej lub w ich pobliżu.

## Cechy morfologiczne
Ciało węgorzowate, długie, bocznie spłaszczone. Głowa długa stanowiąca od 1/5 do 1/6 długości całego ciała. Oczy duże w stosunku do wielkości ciała. Ciało pokryte owalnymi łuskami, na grzbiecie ułożone mozaikowo. Grzbiet ubarwiony na różowo, brzuch niebieskobiały. Płetwa grzbietowa (podparta 125–140 miękkimi promieniami), ogonowa i odbytowa (115–120 miękkich promieni) są ze sobą zrośnięte, tworząc jednolity płat. Płetwa piersiowa tuż za skrzelami. Płetwy brzuszne umieszczone są na podgardlu, są nitkowate i przypominają wąsy występujące u innych ryb. Płat płetw jest obwiedziony czarną obwódką.
Osiąga maksymalnie do 30 cm długości. 

## Pokarm
Żywi się drobnymi bezkręgowcami.

## Rozmnażanie
Biologia rozrodu nie jest znana.